# Großsteingrab Frauenhagen
Das Großsteingrab Frauenhagen war eine megalithische Grabanlage der jungsteinzeitlichen Trichterbecherkultur bei Frauenhagen, einem Ortsteil von Angermünde im Landkreis Uckermark (Brandenburg). Es lag zwischen Frauenhagen und dem Vorwerk Wilhelmshof. An seinem Standort ist der Flurname „Hühnerhimmel“ überliefert. Es wurde zu einem nicht näher bekannten Zeitpunkt zerstört, um Baumaterial für eine Scheune zu gewinnen. Über Maße, Ausrichtung und Typ des Grabes liegen keine Informationen vor.